# Greer (Arizona)
Greer – jednostka osadnicza w Stanach Zjednoczonych, w stanie Arizona, w hrabstwie Apache.